# Cuenca hidrográfica del Guadalquivir

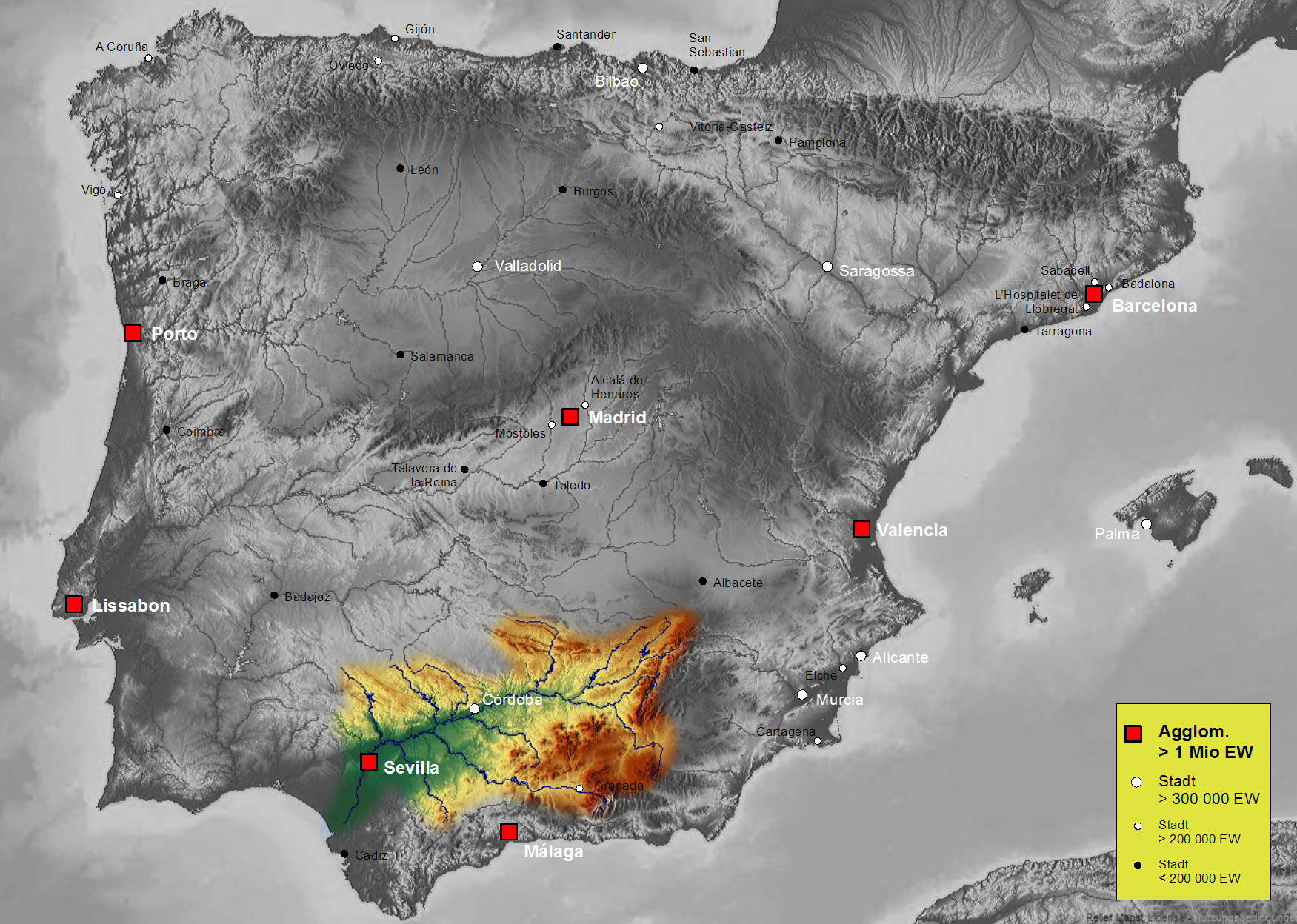
Cuenca del Guadalquivir en la península ibérica

La cuenca hidrográfica del río Guadalquivir es una cuenca hidrográfica del sur de la península ibérica, ubicada íntegramente en España. Tiene una extensión de 57.527 km y se extiende por 12 provincias pertenecientes a cuatro comunidades autónomas, de las que Andalucía representa más del 90% de la superficie de la cuenca.

## Características físicas
El espacio geográfico de la demarcación hidrográfica del Guadalquivir está configurado y delimitado por los elementos específicos que la enmarcan: los bordes escarpados de Sierra Morena al norte, las cordilleras Béticas, emplazadas al sur con desarrollo SO-NE y el Océano Atlántico. La orla montañosa que delimita el espacio, con altitudes comprendidas entre los 1.000 m y los 3.480 m, contrasta con la escasa altitud del amplio valle del río Guadalquivir.
El clima de la cuenca es mediterráneo y viene definido en sus rasgos más elementales por el carácter templado-cálido de sus temperaturas (16,8 °C como media anual) y por la irregularidad de sus precipitaciones (media anual de 550 l/m²). La posición del territorio abierto al Atlántico por el que penetran las borrascas oceánicas de componente Oeste, determina una distribución de lluvias tal que avanzan con el frente de dirección SO-NE hasta alcanzar los máximos valores en las cumbres más altas que bordean y delimitan la cuenca vertiente. Las lluvias frecuentemente adoptan un carácter torrencial que actúa sobre un medio afectado de forma recurrente por largos periodos de sequía y por altas temperaturas y con una acusada susceptibilidad a la erosión.

## Características socioeconómicas
En el marco socioeconómico en el que se encuadra la demarcación hidrográfica del Guadalquivir se define, desde el punto de vista de VAB por sectores. En primer lugar destaca el sector servicios que, incluido construcción, supone el 72% del VAB y 69% del empleo, seguido de la industria (15% del VAB y 13% del empleo), agricultura, ganadería y pesca (7% del VAB y 12% del empleo) y turismo (6% del VAB y 6% del empleo). La agricultura es un pilar estratégico de la economía de la demarcación, a lo que hay que añadir, que la agroindustria es el subsector industrial más importante (con 22% del empleo industrial y un 29% del VAB de toda la industria).

## Infraestructuras hidráulicas más relevantes
| Embalses y presas de derivación | Provincia   | Capacidad hm³ |
| ------------------------------- | ----------- | ------------- |
| Doña Aldonza                    | Jaén        | 23            |
| Tranco de Beas                  | Jaén        | 498           |
| Presa de Siles                  | Jaén        | 30,5          |
| Pedro Marín                     | Jaén        | 19            |
| Guadalmena                      | Jaén        | 346           |
| Giribaile                       | Jaén        | 475           |
| La Fernandina                   | Jaén        | 244           |
| Dañador                         | Jaén        | 4             |
| Guadalén                        | Jaén        | 168           |
| Rumblar                         | Jaén        | 126           |
| Fresneda                        | Ciudad Real | 13            |
| Montoro                         | Ciudad Real | 105           |
| Jándula                         | Jaén        | 322           |
| Encinarejo                      | Jaén        | 15            |
| Marmolejo                       | Jaén        | 10            |
| Yeguas                          | Córdoba     | 229           |
| Martín Gonzalo                  | Córdoba     | 18            |
| El Carpio                       | Córdoba     | 18            |
| Guadalmellato                   | Córdoba     | 147           |
| San Rafael                      | Córdoba     | 157           |
| Guadanuño                       | Córdoba     | 2             |
| Sierra Boyera                   | Córdoba     | 41            |
| Puente Nuevo                    | Córdoba     | 282           |
| La Breña II                     | Córdoba     | 823           |
| Bembézar                        | Córdoba     | 342           |
| Hornachuelos                    | Córdoba     | 12            |
| Melonares                       | Sevilla     | 186           |
| Retortillo                      | Sevilla     | 61            |
| Derivación del Retortillo       | Sevilla     | 4             |
| José Torán                      | Sevilla     | 113           |
| Huesna                          | Sevilla     | 135           |
| Cantillana                      | Sevilla     | 14            |
| El Pintado                      | Sevilla     | 213           |
| Alcalá del Río                  | Sevilla     | 20            |
| Cala                            | Sevilla     | 59            |
| Aracena                         | Huelva      | 129           |
| Zufre                           | Huelva      | 175           |
| La Minilla                      | Sevilla     | 58            |
| Gergal                          | Sevilla     | 35            |
| El Agrio                        | Sevilla     | 20            |
| Aguascebas                      | Jaén        | 6             |
| La Bolera                       | Jaén        | 53            |
| El Portillo                     | Granada     | 33            |
| San Clemente                    | Granada     | 118           |
| Negratín                        | Granada     | 567           |
| Francisco Abellán               | Granada     | 58            |
| Quiebrajano                     | Jaén        | 32            |
| Víboras                         | Jaén        | 19            |
| Vadomojón                       | Jaén        | 163           |
| Canales                         | Granada     | 70            |
| Quéntar                         | Granada     | 13            |
| Cubillas                        | Granada     | 19            |
| Colomera                        | Granada     | 40            |
| Bermejales                      | Granada     | 103           |
| Contraembalse de Bermejales     | Granada     | 0,5           |
| Iznájar                         | Córdoba     | 981           |
| Arenoso                         | Córdoba     | 167           |
| Malpasillo                      | Córdoba     | 6             |
| Villafranca                     | Córdoba     | 2,5           |
| Cordobilla                      | Córdoba     | 33            |
| La Puebla de Cazalla            | Sevilla     | 74            |
| Torre del Águila                | Sevilla     | 64            |
| Peñaflor                        | Sevilla     | 0,8           |